# Antepipona
Antepipona is een geslacht van vliesvleugelige insecten van de familie plooivleugelwespen (Vespidae).

## Soorten
- A. cabrerai (Dusmet, 1909)
- A. caelebs (Dalla Torre, 1894)
- A. cariniceps Giordani Soika, 1979
- A. deflenda (S. S. Saunders, 1853)
- A. doursii (Saussure, 1855)
- A. hispanica (Gusenleitner, 1993)
- A. insana (Giordani Soika, 1943)
- A. orbitalis (Herrich-Schäffer, 1839)